# Адинотерии
Адинотерии (лат. Adinotherium, буквально «не динотерий») — род вымерших млекопитающих семейства токсодоновых отряда нотоунгулятов. Это крупные копытные, населявшие Южную Америку в эпоху миоцена, около 17,5—6,8 млн лет назад.
Длина тела составляла около 1,5 м. Адинотерии были похожи на токсодонов, но имели меньшие размеры. Передние ноги были несколько длиннее, чем у других родов семейства, из-за чего высота его бёдер и плеч была примерно одинаковой. Небольшой рог на вершине черепа, возможно играл роль для привлечения партнёрш при спаривании.

## Виды
По данным сайта Fossilworks, род включает 8 вымерших видов:
- Adinotherium corriguenense Ameghino, 1907
- Adinotherium ferum Ameghino, 1887
- Adinotherium haplodontoides Ameghino, 1891
- Adinotherium magister Ameghino, 1887
- Adinotherium nitidum Ameghino, 1887
- Adinotherium ovinum (Owen, 1846)
- Adinotherium proximum Ameghino, 1887
- Adinotherium robustum Ameghino, 1891